# 福井県道19号武生米ノ線
福井県道19号武生米ノ線（ふくいけんどう19ごう たけふこめのせん）は、福井県越前市と丹生郡越前町を結ぶ主要地方道（福井県道）である。

## 概要

### 路線データ
- 起点 : 福井県越前市平林町（国道8号交点）
- 終点 : 福井県丹生郡越前町（国道305号交点）

## 歴史
- 1971年（昭和46年）6月26日 - 建設省（現・国土交通省）が主要地方道に指定。
- 1972年（昭和47年） - 福井県が路線認定。
- 1993年（平成5年）5月11日 - 建設省から、主要県道武生米ノ線が武生米ノ線として主要地方道に再指定される[1]。

## 路線状況

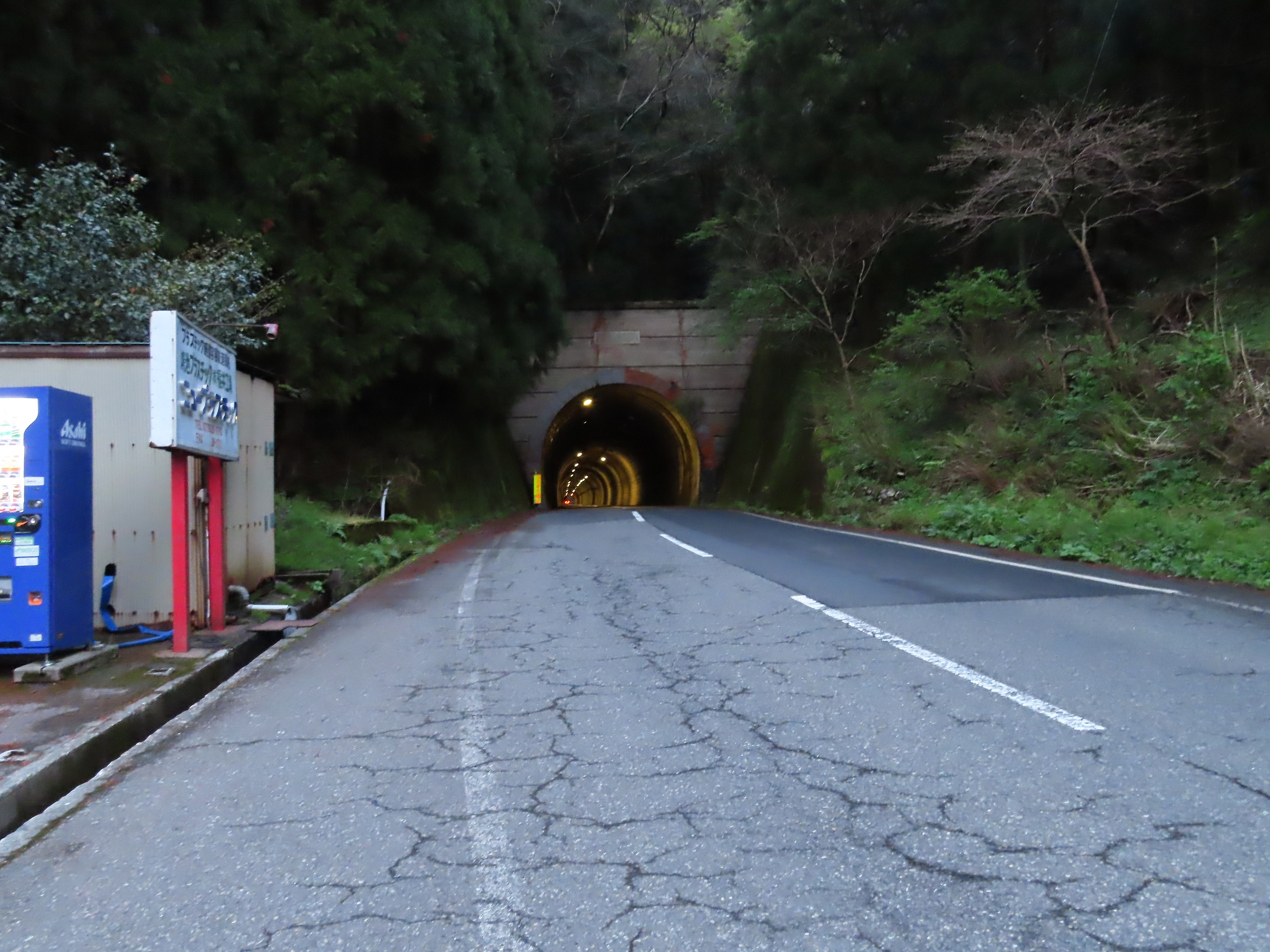
干飯トンネル越前町側坑口（2023年4月撮影）

吉野瀬川ダムの建設に伴う道路工事が行われており、2007年（平成19年）11月26日に笠倉トンネルを中心とする新道が開通するなど、吉野瀬川沿いのカーブが連続する区間は解消に向かいつつある。
越前町の米ノ・六呂師地区においては離合が困難な区間が残るが、2010年3月現在、大規模な改良工事が進められている。

## 地理

### 通過する自治体
- 越前市
- 丹生郡越前町

### 交差する道路
- 国道8号・福井県道201号菅生武生線（越前市平林町・庄田交差点、起点）
- 福井県道136号帆山王子保停車場線（越前市帆山町）
- 福井県道12号武生停車場線（越前市神明町）
- 福井県道28号福井朝日武生線（越前市高瀬一丁目・高瀬交差点）
- 国道365号（旧丹南広域農道）（越前市広瀬町）
- 福井県道206号甲楽城勝連花線（越前市勝連花町）
- 福井県道3号福井大森河野線（越前市堀町・堀町交差点）
- 国道305号・（国道417号 重複）（越前町米ノ、終点）

### 峠
- 米ノ峠